# Кошелев, Александр Юрьевич
Александр Юрьевич Кошелев (родился 31 мая 1988 в Энергодаре) — российский оператор-постановщик, режиссёр монтажа.

## Биография
В 2011 году закончил Московский государственный технический университет имени Н. Э. Баумана по специальности инженер «Ракетостроения».
В 2011 году закончил режиссёрские курсы киношколы «Арткино».
С 2010 года работает оператором и режиссёром монтажа в кинокомпании «TVOROG Media Group».
С 2011 по 2012 год работал на телеканалах Кувейта и «Аль-Алам» оператором-постановщиком и режиссёром монтажа.
В 2012 году на полнометражной российской кинокомедии «Дублёр», режиссёра Евгения Абызова, в главной роли Александр Ревва работал режиссёром монтажа на площадке.
В 2012 году был режиссёром монтажа в фильме «Арена», режиссёра Эдуарда Бордукова, продюсер Рамиль Хайрулин, ставший участником программы ShortFilmCorner 66-го Каннского кинофестиваля. Одну из главных ролей в фильме исполнил известный молодой актёр Азамат Нигманов (Приз за лучшую мужскую роль на 23-м фестивале «Кинотавр» за фильм «Конвой», режиссёр Алексей Мизгирев).
С 2012 по 2013 год работал оператором-постановщиком и режиссёром монтажа на фильмах из кинодокументального проекта «Мусульмане, которыми гордится Россия». Проект призван на реальных примерах показать, что не существует конфликта между понятиями «мусульманин» и «патриот России».
С 2012 по 2013 год работал на телеканале СТС в телевизионной развлекательно-познавательной программе «Галилео» оператором-постановщиком.
В 2013 году оператор-постановщик и режиссёр монтажа художественного фильма «И мы любим жизнь» о жизни блокадного сектора Газа, Палестины производства «ART FILM» и «TVOROG Media Group» при участии премьер-министра правительства Газы Исмаила Хания, режиссёр Абдулла Исса. 29 ноября 2013 фильм был показан на открытие Международного дня солидарности с палестинским народом при Организации Объединённых Наций, ООН в Москве. Это необычная картина представляет собой что-то между игровым и документальным кино: в рамках придуманного сценария показаны реальные герои и истории, сняты реальные ситуации и эмоции людей, переживших ужасные трагедии.

## Фильмография
| Год  |     | Русское название | Оригинальное название                                                                    | Роль                                   |
| ---- | --- | ---------------- | ---------------------------------------------------------------------------------------- | -------------------------------------- |
| 2018 | ф   |                  | Смысл жизни                                                                              | режиссёр монтажа                       |
| 2013 | ф   |                  | И мы любим жизнь                                                                         | оператор-постановщик, режиссёр монтажа |
| 2013 | док |                  | «Мусульмане, которыми гордится Россия» Фильм третий. Путь в Мекку. Абдульазиз Давлетшин. | оператор-постановщик, режиссёр монтажа |
| 2013 | ф   |                  | Дублёр                                                                                   | режиссёр монтажа на площадке           |
| 2012 | док |                  | «Мусульмане, которыми гордится Россия» Фильм второй. Звёздный час Салижана Шарипова.     | оператор-постановщик, режиссёр монтажа |
| 2012 | док |                  | «Мусульмане, которыми гордится Россия» Фильм первый. Опередивший время. Хайдар Мусин.    | оператор-постановщик, режиссёр монтажа |
| 2012 | кор |                  | Арена                                                                                    | режиссёр монтажа                       |
| 2012 | кор |                  | Синий птенец                                                                             | режиссёр монтажа                       |
| 2011 | кор |                  | Кризис                                                                                   | режиссёр монтажа                       |

## Участие и награды
- 2015 Участник внеконкурсной программы «Наше время» на Международном фестивале «Правдивое кино» в Тегеране, Иран[35] - документальный фильм «Мусульмане, которыми гордится Россия» Фильм первый. Опередивший время. Хайдар Мусин.
- 2013 Специальный приз «Гранат» от партнеров «KONIK Film Festival» ГБУК «Московское кино» на «KONIK» Film-Festival в Москве[36] — фильм «Арена»
- 2013 Участник внеконкурсной программы «Неформат» 1-го Международного фестиваля короткометражного кино «КОРОЧЕ» в Калининграде[37] — фильм «Арена»
- 2013 Участник программы «БЕЗ АНЕСТЕЗИИ» 9-го Международного фестиваля короткометражного кино и анимации OPEN CINEMA в Санкт-Петербурге[38] — фильм «Арена»
- 2013 Участник программы «Коротко и ясно» VII Международного кинофестиваля им. Андрея Тарковского «Зеркало» в Иваново[39] — фильм «Арена»
- 2013 Участник программы ShortFilmCorner 66-й Каннский кинофестиваль[40] — фильм «Арена»
- 2013 Участник внеконкурсной программы кинофестиваля Monaco Charity Film Festival 2013 в Монако[41] — фильм «Арена»
- 2013 Диплом на 36-м кинофестивале Grenzland-Filmtage в Германии[42] — фильм «Арена»
- 2013 Участник конкурсной программы 14-го KAN Film Festival в Польше[43] — фильм «Арена»
- 2013 Участник конкурсной программы 5-го Ljubljana International Short Film Festival в Словении[44] — фильм «Арена»
- 2012 Участник документальной программы на Московском фестивале короткометражных фильмов «Дебютное кино»[45][46] — фильм «Кризис»
- 2012 Участник внеконкурсной программы Международный фестиваль ВГИК 2012[47] — фильм «Кризис»